# Bisdom Alaminos
Het bisdom Alaminos (Latijn: Dioecesis Alaminensis) is een rooms-katholiek bisdom met als zetel Alaminos, op de Filipijnen. Het bisdom is suffragaan aan het aartsbisdom Lingayen-Dagupan. 

## Geschiedenis
Het bisdom werd opgericht op 12 januari 1985, uit delen van het aartsbisdom Lingayen-Dagupan. 

## Parochies
Het bisdom had in 2022 een oppervlakte van 24.492 km2 en telde 793.366 inwoners waarvan 82,2% rooms-katholiek was.

## Bisschoppen
- Jesus Aputen Cabrera (22 april 1985 - 1 juli 2007)
- Marlo Mendoza Peralta (1 juli 2007 - 30 december 2013; coadjutor sinds 14 januari 2006)
- Ricardo Lingan Baccay (20 februari 2016 - 18 oktober 2019)
  - Fidelis Bautista Layog (apostolisch administrator: 14 januari 2020 - 19 maart 2024)
- Napoleon Balili Sipalay jr. (28 januari 2024 - heden)

## Galerij van afbeeldingen

Wapen van het bisdom
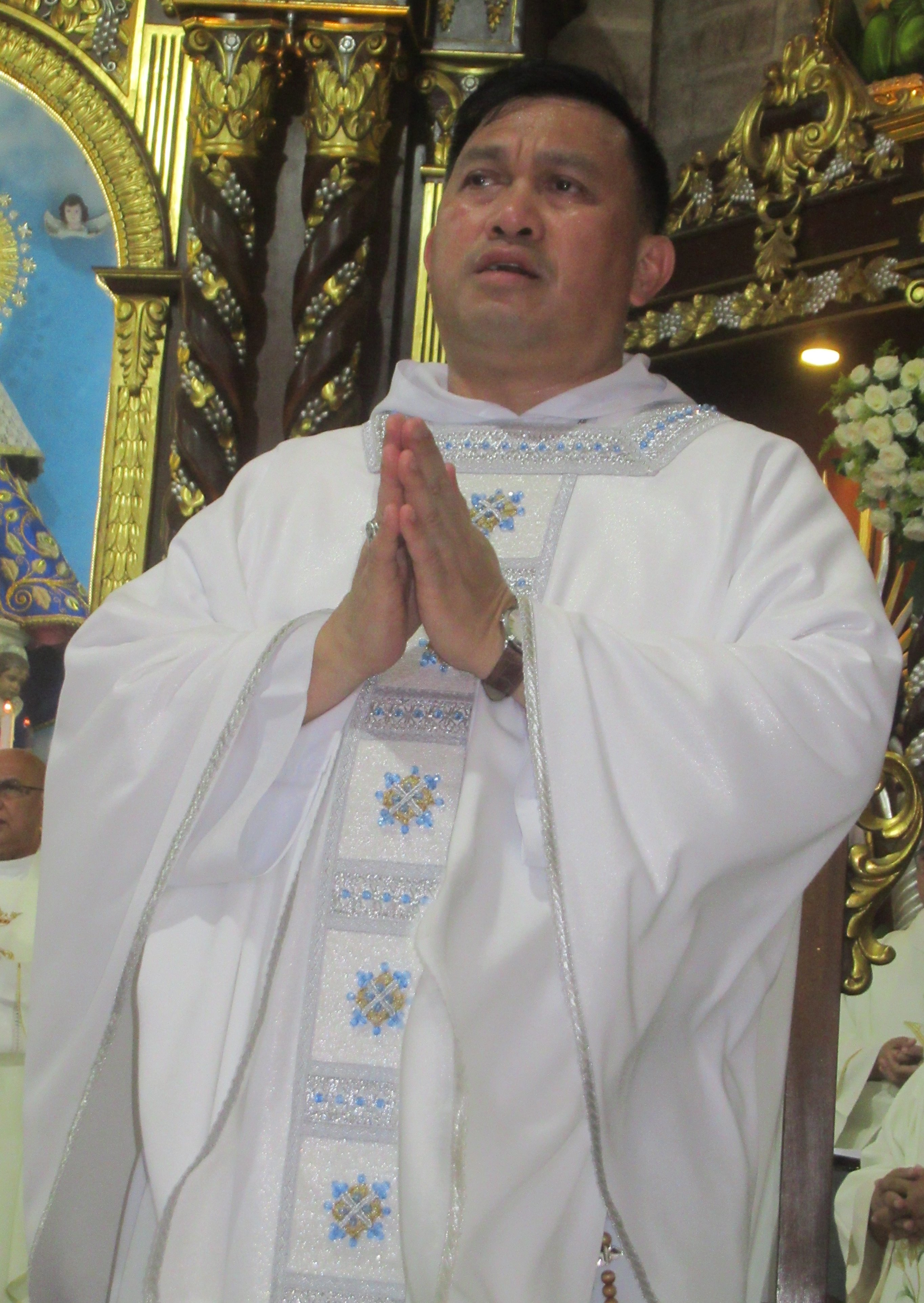
Bisschop Napoleon Balili Sipalay jr. (2024-heden)
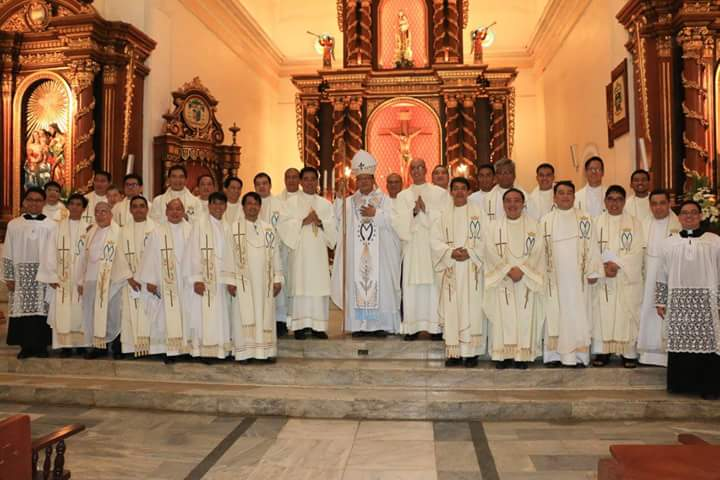
Bisschop Ricardo Lingan Baccay (2016-2019) met priesters van het bisdom

Lingayen-Dagupan (aartsbisdom) · Alaminos · Cabanatuan · San Fernando de La Union · San Jose · Urdaneta